# Danh sách tòa nhà cao nhất ở Ba Lan

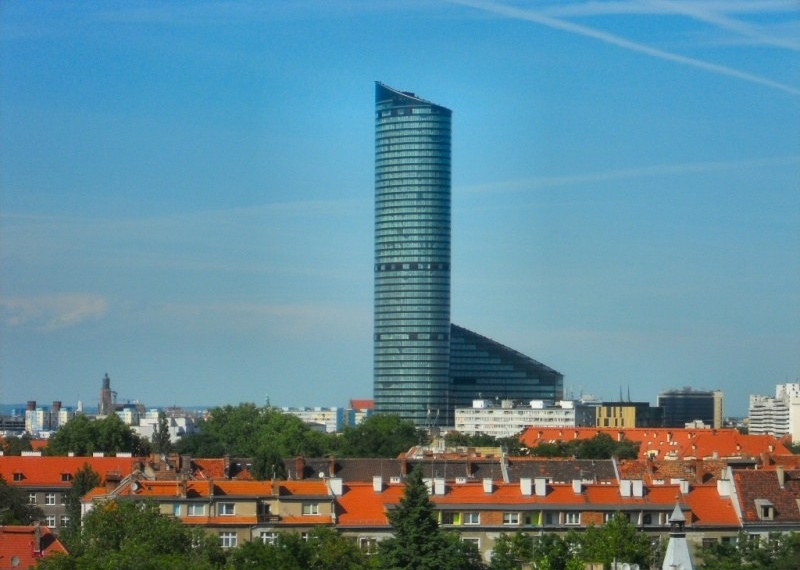
Sky Tower ở Wrocław - tòa nhà cao nhất theo chiều cao đến mái và chiều cao đến tầng trên cùng

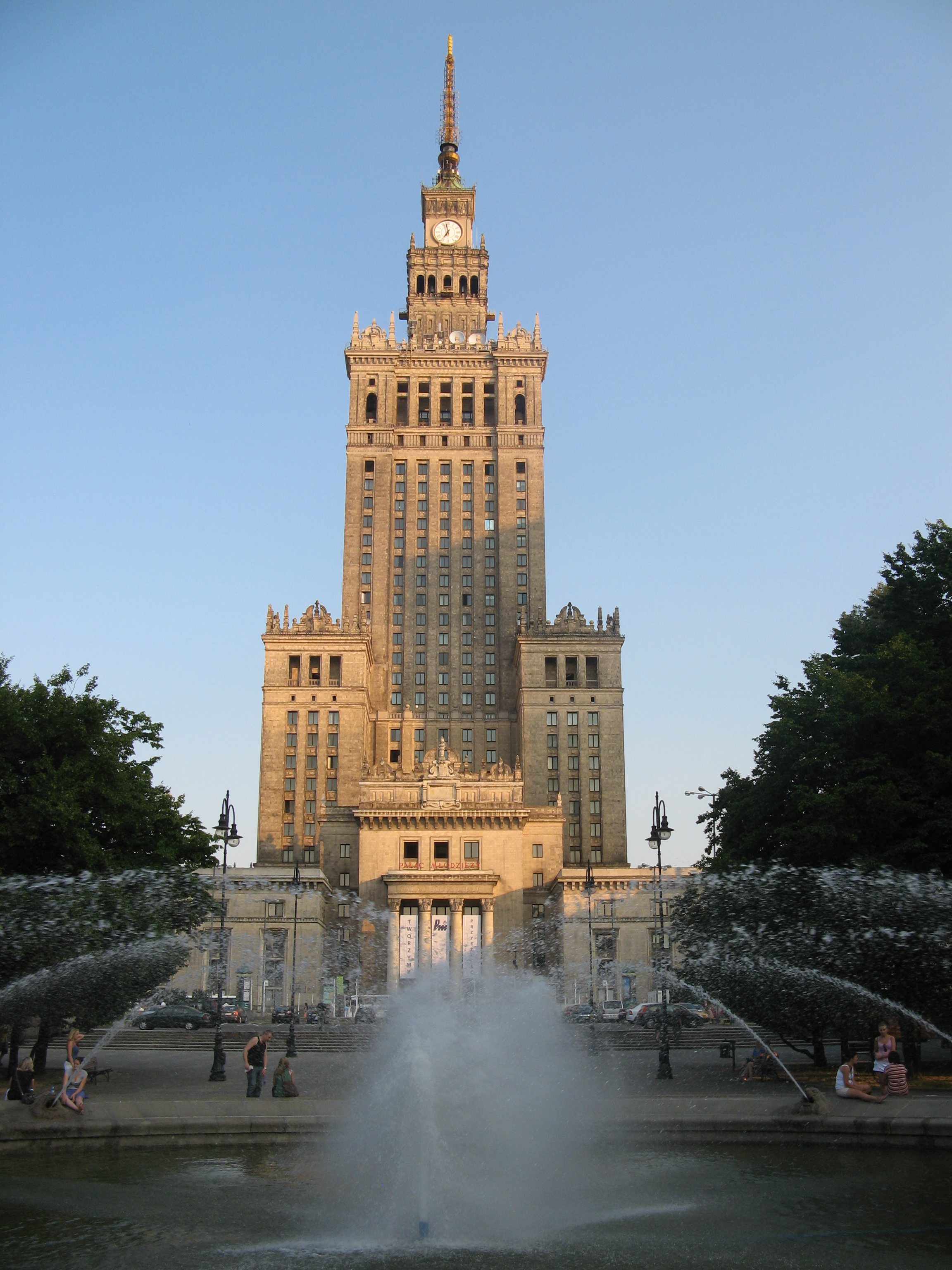
Cung điện văn hóa và khoa học tại Warsaw - tòa nhà cao nhất theo chiều cao kiến trúc

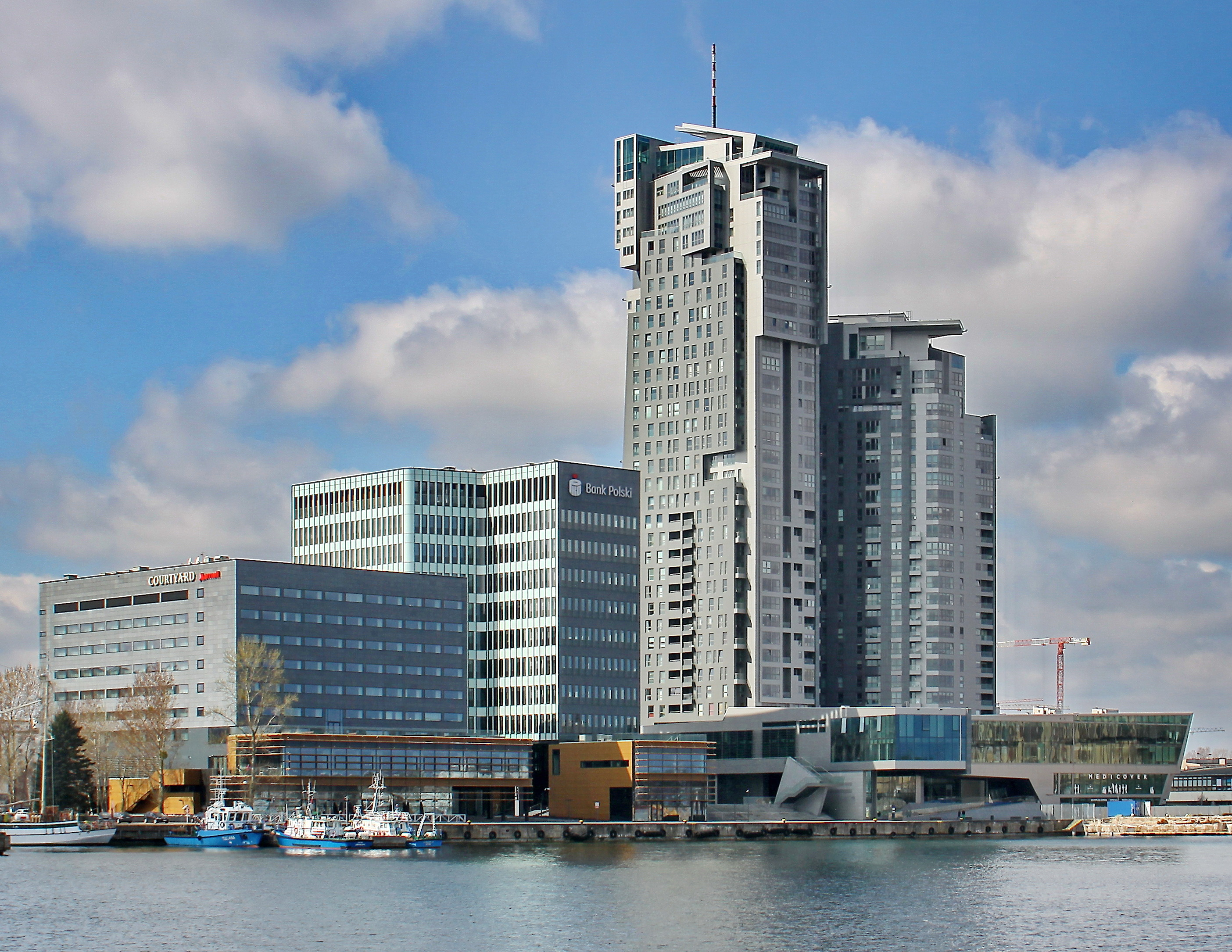
Tháp biển ở Gdynia

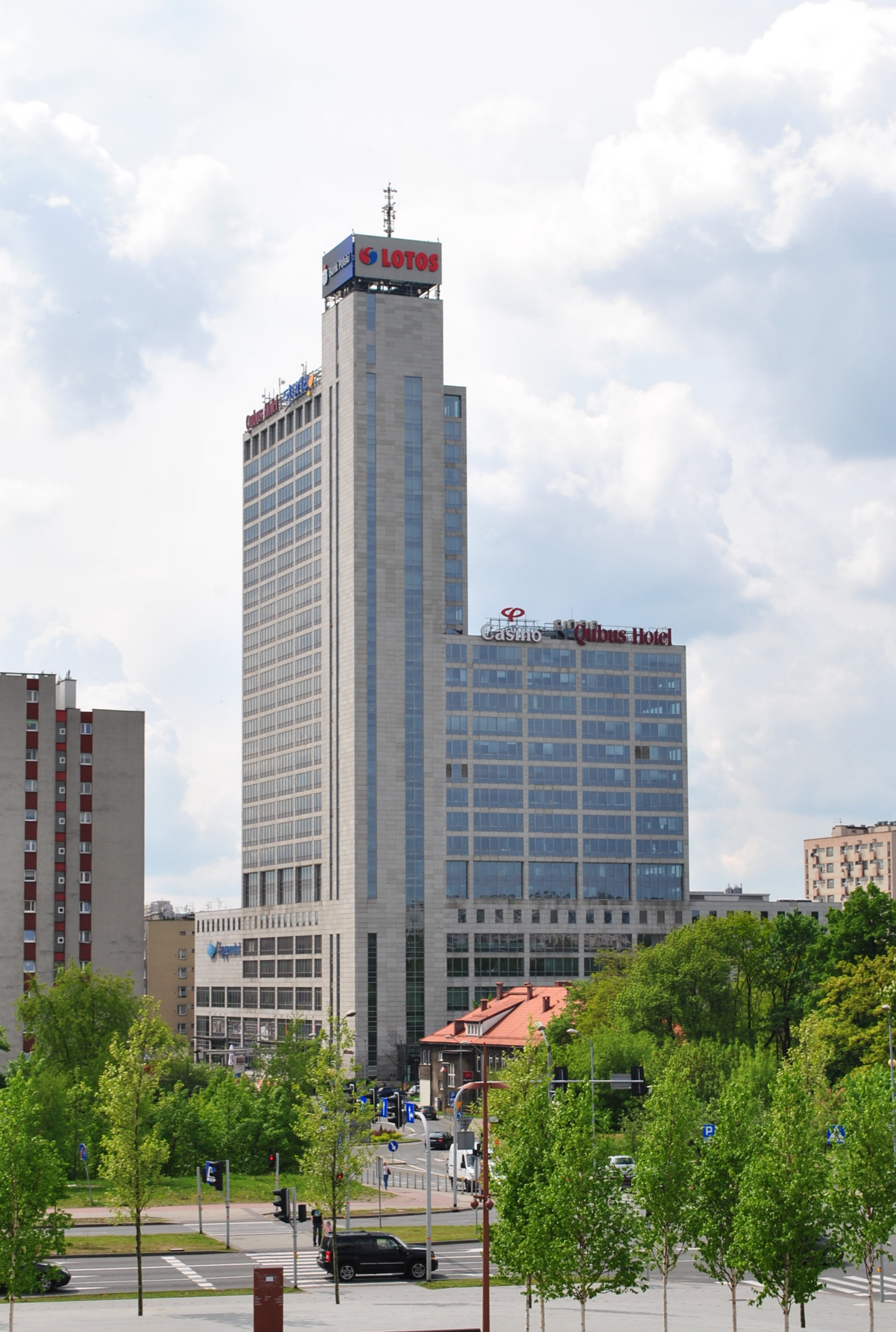
Altus ở Katowice

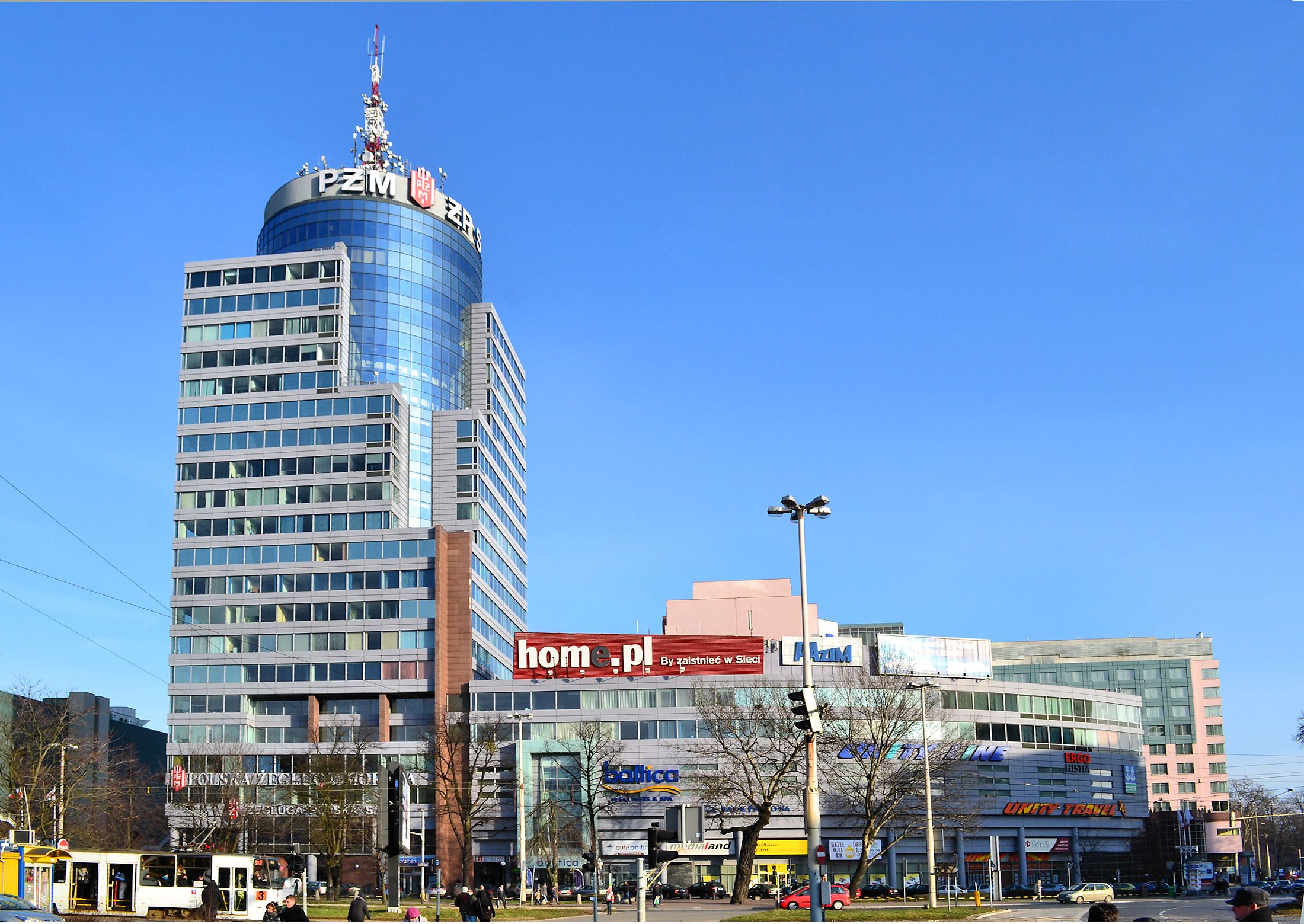
Pazim ở Szczecin

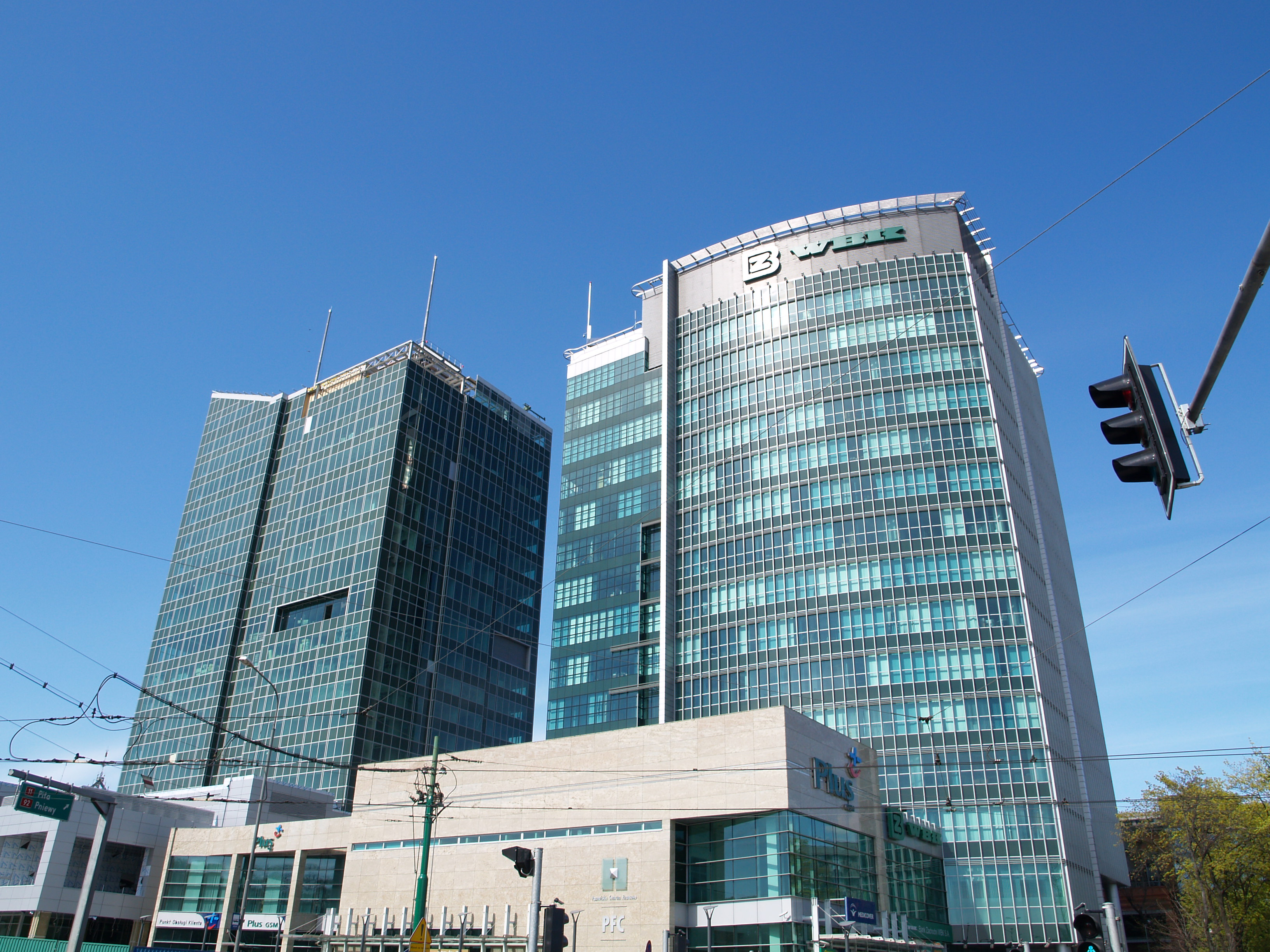
Tòa nhà Andersia ở Poznań

Đây là danh sách các tòa nhà chọc trời cao nhất ở Ba Lan. Các tòa nhà được xếp hạng theo chiều cao kiến trúc của chúng. Đối với các cấu trúc khác nằm ở Ba Lan, xem danh sách các cấu trúc cao nhất ở Ba Lan.

## Đã hoàn thành
Danh sách này xếp hạng các tòa nhà đã hoàn thành và đứng đầu có ít nhất 100 m (330 ft) chiều cao. 
| Xếp hạng | Tòa nhà                       | Thành phố | Độ cao (m) | Số tầng | Năm xây dựng |
| -------- | ----------------------------- | --------- | ---------- | ------- | ------------ |
| 1.       | Palace of Culture and Science | Warsaw    | 237        | 43      | 1955         |
| 2.       | Warsaw Spire                  | Warsaw    | 220        | 49      | 2016         |
| 3.       | Sky Tower                     | Wrocław   | 212        | 51      | 2012         |
| 4.       | Warsaw Trade Tower            | Warsaw    | 208        | 43      | 1999         |
| 5.       | Q22                           | Warsaw    | 195        | 47      | 2016         |
| 6.       | Złota 44                      | Warsaw    | 192        | 54      | 2012         |
| 7.       | Rondo 1                       | Warsaw    | 192        | 41      | 2006         |
| 8.       | Olivia Star                   | Gdańsk    | 180        | 35      | 2018         |
| 9.       | Hotel Marriott                | Warsaw    | 170        | 43      | 1989         |
| 10.      | Warsaw Financial Center       | Warsaw    | 165        | 34      | 1998         |
| 11.      | InterContinental Warsaw       | Warsaw    | 164        | 45      | 2004         |
| 12.      | Cosmopolitan Twarda 2/4       | Warsaw    | 160        | 46      | 2013         |
| 13.      | Oxford Tower                  | Warsaw    | 150        | 42      | 1979         |
| 14.      | Sea Towers                    | Gdynia    | 141        | 36      | 2009         |
| 15.      | Intraco I                     | Warsaw    | 138        | 39      | 1975         |
| 16.      | Spektrum                      | Warsaw    | 128        | 30      | 2001         |
| 17.      | Pazim                         | Szczecin  | 128        | 22      | 1992         |
| 18.      | Altus                         | Katowice  | 125        | 30      | 2002         |
| 19.      | Łucka City                    | Warsaw    | 120        | 30      | 2004         |
| 20.      | Błękitny Wieżowiec            | Warsaw    | 120        | 28      | 1991         |
| 21.      | Millennium Plaza              | Warsaw    | 117        | 28      | 1999         |
| 22.      | ORCO Tower                    | Warsaw    | 116        | 26      | 1993         |
| 23.      | Novotel Warszawa Centrum      | Warsaw    | 110        | 33      | 1979         |
| 24.      | Chmielna 35                   | Warsaw    | 108        | 24      | 1969         |
| 25.      | Collegium Altum               | Poznań    | 106        | 22      | 1991         |
| 26.      | Złote Tarasy                  | Warsaw    | 105        | 26      | 2007         |
| 27.      | Babka Tower                   | Warsaw    | 105        | 28      | 2002         |
| 28.      | Cracovia Business Center      | Kraków    | 105        | 20      | 1998         |
| 29.      | PZU Tower                     | Warsaw    | 104        | 28      | 2000         |
| 30.      | Ilmet                         | Warsaw    | 103        | 22      | 1997         |
| 31.      | Świętokrzyska 35              | Warsaw    | 103        | 25      | 1969         |
| 32.      | Andersia Tower                | Poznań    | 102        | 21      | 2007         |

### Đang xây dựng
Bảng này liệt kê các tòa nhà đang được xây dựng ở Ba Lan và được lên kế hoạch tăng ít nhất 100 m (330 ft). Các tòa nhà chỉ được phê duyệt hoặc đề xuất không được bao gồm trong bảng này. 
| Tòa nhà             | Thành phố | Độ cao (m) | Số tầng | Dự kiến hoàn thành |
| ------------------- | --------- | ---------- | ------- | ------------------ |
| Varso               | Warsaw    | 310        | 53      | 2020               |
| Skyliner            | Warsaw    | 195        | 45      | 2020               |
| Spinnaker           | Warsaw    | 180        | 39      | 2019               |
| Port Praski         | Warsaw    | 160        | -       | 2022               |
| Tháp Di sản Mennica | Warsaw    | 140        | 34      | 2019               |
| Công viên thế hệ    | Warsaw    | 140        | 38      | 2018               |
| . KTW               | Katowice  | 133        | 31      | 2018               |
| Trung tâm Warsaw 1  | Warsaw    | 130        | 31      | 2019               |
| Trung tâm Warsaw 2  | Warsaw    | 130        | 31      | 2019               |
| Tia lửa             | Warsaw    | 130        | 30      | 2021               |
| Tháp Hanza          | Szczecin  | 125        | 28      | 2020               |
| Forest              | Warsaw    | 120        | 30      | 2020               |
| Rynek               | Poznań    | 116        | 29      | 2020               |
| Trung tâm đoàn kết  | Krakow    | 102        | 27      | 2020               |